# Lake of the Woods (Oregon)
Lake of the Woods (egy ideig Lake O’ Woods) az Amerikai Egyesült Államok északnyugati részén, Oregon állam Klamath megyéjében, az azonos nevű tó keleti partján, az Oregon Route 140 közelében elhelyezkedő önkormányzat nélküli település.
A tavat 1870-ben nevezte el a körülötte utat építő Oliver Cromwell Applegate. Lake of the Woods postája 1930–1931-ben működött a tó északi partján, Lake O’ Woodsé pedig 1941 és 195 között létezett. 1961-ben a földrajzinév-bizottság a helységet visszanevezte Lake of the Woodsra. 1970-ben újranyílt a posta, amely 1977-ig működött.
A tó és a közeli McLoughlin-hegy kedvelt kirándulóhely.

## Fordítás
- Ez a szócikk részben vagy egészben  a   Lake of the Woods, Oregon című angol Wikipédia-szócikk ezen változatának fordításán alapul.  Az eredeti cikk szerkesztőit annak laptörténete sorolja fel. Ez a jelzés csupán a megfogalmazás eredetét és a szerzői jogokat jelzi, nem szolgál a cikkben szereplő információk forrásmegjelöléseként.